# Demografie der Vereinigten Staaten

Bevölkerungspyramide der USA 2023

Die Vereinigten Staaten von Amerika sind derzeit das drittbevölkerungsreichste Land der Welt mit einer Einwohnerzahl von 331.449.281 (Stand Zensus 2020). Diese Zahl schließt fünf nichtinkorporierte Territorien aus: Amerikanisch-Samoa, Guam, die Nördlichen Marianen, Puerto Rico und die Amerikanischen Jungferninseln, mit denen die Einwohnerzahl bei über 334 Millionen liegt. Die Vereinigten Staaten sind ein stark urbanisiertes Land, denn 82,3 % der Bevölkerung leben in Städten und Vorstädten. Die großen Bevölkerungszentren des Landes erstrecken sich über die östliche Hälfte der Vereinigten Staaten (insbesondere die Region Great Lakes, Nordosten, Osten und Südosten) und die westlichen Pazifik-Staaten. Die Gebirgsregionen, hauptsächlich die Rocky Mountains und Appalachen, Wüsten im Südwesten, die dichten Waldgebiete im äußersten Norden, die zentralen Präriestaaten und Alaska sind weniger dicht besiedelt. Die bevölkerungsreichsten Staaten sind heutzutage Kalifornien und Texas, da sich der Bevölkerungsmittelpunkt der USA in der Geschichte des Landes immer weiter nach Westen und Süden verschoben hat. New York City ist derzeit die bevölkerungsreichste Stadt in den Vereinigten Staaten und bildet die größte Agglomeration.
Das CIA World Factbook weist für den im Juli 2018 endenden Zwölfmonatszeitraum ein Bevölkerungswachstum von 0,8 % auf, was im Vergleich zu den anderen Industrieländer hoch ist, jedoch unter der weltweiten Durchschnittsrate von 1,1 % liegt. In den USA wird die zusammengefasste Fruchtbarkeitsziffer für 2017 auf 1,77 Kinder pro Frau geschätzt, was unter der Ersatzfruchtbarkeitsrate von etwa 2,1 liegt.
Die amerikanische Bevölkerung vervierfachte sich im 20. Jahrhundert nahezu von 76 Millionen im Jahr 1900 auf 281 Millionen im Jahr 2000. Sie überschritt die 200-Millionen-Marke im Jahr 1967 und die 300 Millionen-Marke 2006. Das Bevölkerungswachstum ist unter den Minderheiten (Personen, die nicht Teil der weißen Bevölkerung sind) insgesamt am schnellsten, und nach Schätzungen des Census Bureaus für 2012 gehörten 50,4 % der Neugeborenen Minderheiten an.
Die Mehrheit der Bevölkerung der USA besteht aus weißen Amerikanern. 2017 waren dies rund 234.370.202 Personen oder 73 % der Bevölkerung. Nicht-hispanische Weiße (Weiße ohne Abstammung aus Spanien oder Lateinamerika) machen knapp 60 % der Bevölkerung des Landes aus. Die nicht-hispanische weiße Bevölkerung der USA wird bis 2045 voraussichtlich auf unter 50 % sinken. Die hispanische Bevölkerung ist aufgrund von Einwanderung und Geburtenüberschuss für knapp die Hälfte des Bevölkerungswachstums verantwortlich. Von Einwanderern und ihren in den USA geborenen Nachkommen wird erwartet, dass sie in den kommenden Jahrzehnten den größten Teil der Bevölkerungszuwächse in den USA erzielen werden.
Das US Census Bureau prognostiziert für das Jahr 2060 eine US-Bevölkerung von 417 Millionen, eine Zunahme von 38 % gegenüber 2007 (301,3 Millionen),  und die Vereinten Nationen schätzen, dass die US-Bevölkerung im Jahr 2050 402 Millionen betragen wird, ein Zuwachs von 32 % gegenüber 2007.
Eine Volkszählung erfolgt in den USA alle zehn Jahre und ist von der Verfassung vorgeschrieben. Die nächste Volkszählung ist für das Jahr 2030 angesetzt.

## Demografische Geschichte
Vor den Gründungen der ersten Siedlerkolonien waren die Vereinigten Staaten von verschiedenen Indianerstämmen besiedelt, die keine ethnische, kulturelle oder sprachliche Einheit bildeten. Die prä-koloniale Bevölkerung des heutigen amerikanischen Staatsgebiets kann nur geschätzt werden, da keine belegbaren Bevölkerungszahlen vorliegen. Eines der ersten europäischen Besiedelungsprojekte begann im Jahre 1620 mit der Überfahrt der Mayflower, welche heute einen symbolischen Gründungsmythos der Vereinigten Staaten darstellt. Die ersten Siedler waren vorwiegend religiöse Flüchtlinge (Puritaner), die von den britischen Inseln kamen. Mit der Zeit stieg die Zahl der Siedler aus anderen europäischen Nationen an, was vor allem an den großen freien und landwirtschaftlich nutzbaren Siedlungsflächen in Amerika, bei einer gleichzeitig stark wachsenden europäischen Bevölkerung, lag, was eine Überfahrt attraktiv erscheinen ließ. Wurden zuerst die Flächen des heutigen Neuenglands (Nordosten) erschlossen, so begannen sich die Siedlungsgebiete danach immer weiter nach Westen und Süden auszubreiten. Diese demografische Expansion erfolgte zulasten der ursprünglichen indigenen Bevölkerung.
Von 1620 bis 1700 stieg die Zahl der Siedler und Sklaven in den Siedlerkolonien von 500 auf 250.900 an. Bis 1760 stieg sie weiter auf 1,6 Millionen. Im selben Jahr waren die drei größten Kolonien Virginia (339.700 Ew.), Massachusetts (202.600) und Pennsylvania (183.700). Die Siedlerbevölkerung hatte eine sehr hohe Geburtenrate bei einer für damalige Verhältnisse niedrigen Sterblichkeit. Ab der zweiten Hälfte des 17. Jahrhunderts wurden massenhaft Sklaven von der Westküste Afrikas verschleppt, die auf den Plantagen der neugebildeten Südstaaten arbeiten mussten. Die schwarze Population hatte 1760 einen Bevölkerungsanteil von 2,8 % im Nordosten, 6,8 % in den Mittelstaaten und 39,7 % in den Südstaaten.
Bei der ersten amerikanischen Volkszählung von 1790, die eine Bevölkerungszahl von 3,9 Millionen Einwohnern ergab (ohne indianische Urbevölkerung), gaben 2,1 Mio. Personen englische, 757.000 afrikanische (wovon die meisten in Sklaverei lebten), 300.000 schottisch-irische, 270.000 deutsche, 150.000 schottische und 100.000 niederländische Abstammung an. Bereits 1790 wurde die Abstammungsfrage für viele irrelevant, da die Mischehen verschiedener ethnischer Gruppen immer häufiger wurden und die Menschen eine gemeinsame amerikanische Identität bildeten. Die gesamte weiße Bevölkerung im Jahr 1790 war zu 80 % britischen Abstammung und würde sich durch natürliche Zunahme alle 25 Jahre etwa verdoppeln. Ab etwa 1675 würde der in den Vereinigten Staaten geborene Bevölkerungsanteil nie wieder unter 80 % der Gesamtbevölkerung sinken.
Im 19. Jahrhundert wuchs die Bevölkerung weiter sehr stark an. Die Quellstaaten der Migration wurden allerdings zunehmend die europäischen Länder außerhalb der britischen Inseln. Eine große Zahl an Deutschen migrierte nach der gescheiterten Revolution von 1848 und viele Iren während der Hungersnot von 1845 bis 1852. Weitere Gebiete mit steigender Immigration in die USA waren Italien, Osteuropa und Skandinavien. Es kam zudem erstmals zu bedeutenden Migrationsbewegungen aus außereuropäischen Gebieten, vor allem aus Lateinamerika und China. Die sich dadurch verändernde Bevölkerungsstruktur erregte allerdings den Unmut der angloamerikanischen Bevölkerung und einwanderungsfeindliche Kräfte begannen in der zweiten Hälfte des 19. Jahrhunderts zunehmend an Einfluss zu gewinnen. Mit dem Chinese Exclusion Act von 1882 wurde die Einwanderung aus China blockiert und die Einwanderung aus anderen außereuropäischen Gebieten wurde stark eingeschränkt.
Texas und Kalifornien traten 1845 bzw. 1850 den Vereinigten Staaten bei, wodurch das Staatsgebiet stark erweitert wurde. In dieser Zeit wurde der Westen des Landes erschlossen und besiedelt (Zeit des Wilden Westens).
Der amerikanische Bürgerkrieg von 1861 bis 1865 brachte die bisher größte demografische Katastrophe mit mindestens 600.000 Todesfällen. Gleichzeitig brachte das Ende des Krieges die Befreiung der schwarzen Bevölkerungsgruppe, die allerdings weiterhin von der weißen Bevölkerung getrennt blieb. Aufgrund der starken Diskriminierung in den Südstaaten migrierten in der ersten Hälfte des 20. Jahrhunderts Millionen Afroamerikaner in die Industriestädte des Nordens.
Im Jahr 1900, als die US-Bevölkerung 76 Millionen betrug, gab es in den Vereinigten Staaten 66,8 Millionen Weiße, was 88 % der Gesamtbevölkerung entsprach,  8,8 Millionen schwarze Amerikaner, von denen etwa 90 % noch in den südlichen Bundesstaaten lebten, und etwas mehr als 500.000 Latinos. Mit der fortschreitenden Industrialisierung des Landes wandelte sich die USA in dieser Zeit von einer vorwiegend ländlichen Agrargesellschaft in die heutige urbane und suburbane Zivilisation. Der steigende Anteil an Katholiken, Nichtweißen und Juden traf auf eine zunehmend fremdenfeindliche Stimmung in Teilen der Bevölkerung. Durch den Emergency Quota Act von 1921 wurde die Einwanderung quotiert und beschränkt. Diese Quote sollte in erster Linie dazu dienen, die Einwanderung aus Süd- und Osteuropa einzudämmen und gleichzeitig die Einwanderer aus Nord- und Westeuropa zu begünstigen. Das Einwanderungsrecht wurde erst unter Lyndon B. Johnson durch den Immigration and Naturalization Services Act von 1965 liberalisiert. Die seitdem stark angestiegene Migration aus Lateinamerika und anderen Teilen der Welt verschob das demografische Profil des Landes deutlich hin zu einem höheren Anteil von Migranten und ethnischen Minderheiten an der Gesamtbevölkerung.
Die Volkszählung 2010 ergab eine Steigerung der Bevölkerung auf 308,7 Millionen Einwohner. Neben der zunehmenden ethnischen Vielfalt ist zudem eine Alterung der Bevölkerung zu beobachten, da die Geburtenrate seit dem Ende des Babybooms in der Nachkriegszeit gesunken ist.

## Demografische Indikatoren

### Geburten und Todesfälle seit 1935
Jährliche Statistik der Geburten und Todesfälle:

Bevölkerungspyramide 1900–2020

|      | Bevölkerung Jahresmitte | Geburten  | Todesfälle | Natürliche Änderung | Geburtenrate (je 1 000 Einw.) | Todesrate (je 1 000 Einw.) | Nat. Änderung (je 1 000 Einw.) | Fertilität pro Frau |
| ---- | ----------------------- | --------- | ---------- | ------------------- | ----------------------------- | -------------------------- | ------------------------------ | ------------------- |
| 1935 | 127.362.000             | 2.377.000 | 1.392.752  | 984.248             | 18,7                          | 10,9                       | 7,7                            | 2,19                |
| 1936 | 128.181.000             | 2.355.000 | 1.479.228  | 875.772             | 18.4                          | 11.5                       | 6.8                            | 2,15                |
| 1937 | 128.961.000             | 2.413.000 | 1.450.427  | 962.573             | 18,7                          | 11,2                       | 7,5                            | 2,17                |
| 1938 | 129.969.000             | 2.496.000 | 1.381.391  | 1.114.609           | 19,2                          | 10,6                       | 8,6                            | 2,22                |
| 1939 | 131.028.000             | 2.466.000 | 1.387.897  | 1.078.103           | 18,8                          | 10,6                       | 8,2                            | 2,17                |
| 1940 | 132.165.000             | 2.559.000 | 1.417.269  | 1.142.000           | 19,4                          | 10,8                       | 8,6                            | 2,301               |
| 1941 | 133.002.000             | 2.703.000 | 1.397.642  | 1.305.358           | 20,3                          | 10,5                       | 9,8                            | 2,399               |
| 1942 | 134.464.000             | 2.989.000 | 1.385.187  | 1.603.813           | 22,2                          | 10,3                       | 11,9                           | 2,628               |
| 1943 | 136.003.000             | 3.104.000 | 1.459.544  | 1.644.306           | 22,8                          | 10,7                       | 12,1                           | 2,718               |
| 1944 | 138.083.000             | 2.939.000 | 1.411.338  | 1.644.456           | 21,2                          | 10,2                       | 11,0                           | 2,568               |
| 1945 | 139.994.000             | 2.858.000 | 1.401.719  | 1.456.281           | 20,4                          | 10,0                       | 10,4                           | 2,491               |
| 1946 | 140.008.000             | 3.411.000 | 1.395.617  | 2.015.383           | 24,1                          | 10,0                       | 14,1                           | 2,943               |
| 1947 | 145.023.000             | 3.817.000 | 1.445.370  | 2.371.630           | 26,6                          | 10,0                       | 16,6                           | 3,274               |
| 1948 | 148.013.000             | 3.637.000 | 1.444.337  | 2.192.663           | 24,9                          | 9,8                        | 15,1                           | 3,109               |
| 1949 | 149.336.000             | 3.649.000 | 1.443.607  | 2.205.393           | 24,5                          | 9,7                        | 14,8                           | 3,110               |
| 1950 | 151.861.000             | 3.632.000 | 1.452.454  | 2.180.000           | 24,1                          | 9,6                        | 14,5                           | 3,091               |
| 1951 | 154.056.000             | 3.823.000 | 1.482.099  | 2.340.901           | 24,8                          | 9,6                        | 15,2                           | 3,269               |
| 1952 | 156.431.000             | 3.913.000 | 1.496.838  | 2.416.162           | 25,0                          | 9,6                        | 15,4                           | 3,358               |
| 1953 | 159.047.000             | 3.965.000 | 1.447.459  | 2.517.541           | 25,2                          | 9,1                        | 16,1                           | 3,424               |
| 1954 | 161.948.000             | 4.078.000 | 1.481.091  | 2.596.909           | 24,8                          | 9,3                        | 15,5                           | 3,543               |
| 1955 | 163.476.000             | 4.097.000 | 1.528.717  | 2.568.283           | 25,0                          | 9,3                        | 14,3                           | 3,580               |
| 1956 | 166.578.000             | 4.218.000 | 1.564.476  | 2.653.524           | 25,1                          | 9,3                        | 15,8                           | 3,689               |
| 1957 | 169.637.000             | 4.308.000 | 1.633.128  | 2.666.872           | 25,3                          | 9,5                        | 15,8                           | 3,767               |
| 1958 | 172.668.000             | 4.255.000 | 1.647.886  | 2.607.114           | 24,4                          | 9,5                        | 14,9                           | 3,701               |
| 1959 | 175.642.000             | 4.244.796 | 1.656.814  | 2.587.982           | 24,0                          | 9,4                        | 14,7                           | 3,670               |
| 1960 | 179.979.000             | 4.257.850 | 1.711.982  | 2.545.868           | 23,7                          | 9,5                        | 14,1                           | 3,654               |
| 1961 | 182.992.000             | 4.268.326 | 1.701.522  | 2.566.804           | 23,3                          | 9,3                        | 14,0                           | 3,629               |
| 1962 | 185.771.000             | 4.167.362 | 1.756.720  | 2.410.642           | 22,4                          | 9,5                        | 12,9                           | 3,474               |
| 1963 | 188.483.000             | 4.098.020 | 1.813.549  | 2.284.471           | 21,7                          | 9,6                        | 12,1                           | 3,333               |
| 1964 | 191.141.000             | 4.027.490 | 1.798.051  | 2.229.439           | 21,1                          | 9,4                        | 11,7                           | 3,208               |
| 1965 | 193.526.000             | 3.760.358 | 1.828.136  | 1.932.222           | 19,4                          | 9,5                        | 9,9                            | 2,928               |
| 1966 | 195.576.000             | 3.606.274 | 1.863.149  | 1.743.125           | 18,4                          | 9,5                        | 8,9                            | 2,736               |
| 1967 | 197.457.000             | 3.520.959 | 1.851.323  | 1.669.636           | 17,8                          | 9,4                        | 8,4                            | 2,578               |
| 1968 | 199.399.000             | 3.501.564 | 1.930.082  | 1.571.482           | 17,6                          | 9,7                        | 7,9                            | 2,477               |
| 1969 | 201.385.000             | 3.600.206 | 1.921.990  | 1.678.216           | 17,9                          | 9,5                        | 8,4                            | 2,465               |
| 1970 | 203.984.000             | 3.731.386 | 1.921.031  | 1.810.355           | 18,4                          | 9,4                        | 9,0                            | 2,480               |
| 1971 | 206.827.000             | 3.555.970 | 1.927.542  | 1.628.428           | 17,2                          | 9,3                        | 7,9                            | 2,266               |
| 1972 | 209.284.000             | 3.258.411 | 1.963.944  | 1.294.467           | 15,6                          | 9,4                        | 6,2                            | 2,010               |
| 1973 | 211.357.000             | 3.136.965 | 1.973.003  | 1.163.962           | 14,8                          | 9,5                        | 5,3                            | 1,879               |
| 1974 | 213.342.000             | 3.159.958 | 1.934.388  | 1.225.570           | 14,8                          | 9,1                        | 5,7                            | 1,835               |
| 1975 | 215.465.000             | 3.144.198 | 1.892.879  | 1.251.319           | 14,6                          | 8,8                        | 5,8                            | 1,774               |
| 1976 | 217.563.000             | 3.167.788 | 1.909.440  | 1.258.348           | 14,6                          | 8,8                        | 5,8                            | 1,738               |
| 1977 | 219.760.000             | 3.326.632 | 1.899.597  | 1,427.035           | 15,1                          | 8,6                        | 6,5                            | 1,789               |
| 1978 | 222.095.000             | 3.333.279 | 1.927.788  | 1.405.491           | 15,0                          | 8,7                        | 6,3                            | 1,760               |
| 1979 | 224.567.000             | 3.494.398 | 1.913.841  | 1.580.557           | 15,6                          | 8,5                        | 7,1                            | 1,808               |
| 1980 | 227.225.000             | 3.612.258 | 1.989.841  | 1.622.417           | 15,9                          | 8,8                        | 7,1                            | 1,839               |
| 1981 | 229.466.000             | 3.629.238 | 1.977.981  | 1.651.257           | 15,8                          | 8,6                        | 7,2                            | 1,812               |
| 1982 | 231.664.000             | 3.680.537 | 1.974.797  | 1.705.740           | 15,9                          | 8,5                        | 7,4                            | 1,827               |
| 1983 | 233.792.000             | 3.638.933 | 2.019.201  | 1.619.732           | 15,6                          | 8,6                        | 6,9                            | 1,799               |
| 1984 | 235.825.000             | 3.669.141 | 2.039.369  | 1.629.772           | 15,6                          | 8,6                        | 6,9                            | 1,806               |
| 1985 | 237.924.000             | 3.760.561 | 2.086.440  | 1.674.121           | 15,8                          | 8,8                        | 7,0                            | 1,844               |
| 1986 | 240.133.000             | 3.756.547 | 2.105.361  | 1.651.186           | 15,6                          | 8,8                        | 6,9                            | 1,837               |
| 1987 | 242.289.000             | 3.809.394 | 2.123.323  | 1.686.071           | 15,7                          | 8,8                        | 7,0                            | 1,872               |
| 1988 | 244.499.000             | 3.909.510 | 2.167.999  | 1.741.511           | 16,0                          | 8,9                        | 7,1                            | 1,934               |
| 1989 | 246.819.000             | 4.040.958 | 2.150.466  | 1.890.492           | 16,4                          | 8,7                        | 7,7                            | 2,014               |
| 1990 | 249.623.000             | 4.158.212 | 2.148.463  | 2.009.749           | 16,7                          | 8,6                        | 8,1                            | 2,081               |
| 1991 | 252.981.000             | 4.110.907 | 2.169.518  | 1.941.389           | 16,2                          | 8,6                        | 7,7                            | 2,062               |
| 1992 | 256.514.000             | 4.065.014 | 2.175.613  | 1.889.401           | 15,8                          | 8,5                        | 7,4                            | 2,046               |
| 1993 | 259.919.000             | 4.000.240 | 2.268.553  | 1.731.687           | 15,4                          | 8,7                        | 6,7                            | 2,019               |
| 1994 | 263.126.000             | 3.952.767 | 2.278.994  | 1.673.773           | 15,0                          | 8,7                        | 6,4                            | 2,001               |
| 1995 | 266.278.000             | 3.899.589 | 2.312.132  | 1.587.457           | 14,6                          | 8,7                        | 6,0                            | 1,978               |
| 1996 | 269.394.000             | 3.891.494 | 2.314.690  | 1.576.804           | 14,4                          | 8,6                        | 5,9                            | 1,976               |
| 1997 | 272.647.000             | 3.880.894 | 2.314.245  | 1.566.649           | 14,2                          | 8,5                        | 5,7                            | 1,971               |
| 1998 | 275.854.000             | 3.941.553 | 2.337.256  | 1.604.297           | 14,3                          | 8,5                        | 5,8                            | 1,999               |
| 1999 | 279.040.000             | 3.959.417 | 2.391.399  | 1.568.018           | 14,2                          | 8,6                        | 5,6                            | 2,007               |
| 2000 | 282.172.000             | 4.058.814 | 2.403.351  | 1.655.463           | 14,4                          | 8,5                        | 5,9                            | 2,056               |
| 2001 | 285.082.000             | 4.025.933 | 2.416.425  | 1.609.508           | 14,1                          | 8,5                        | 5,6                            | 2,030               |
| 2002 | 287.804.000             | 4.021.726 | 2.443.387  | 1.578.339           | 14,0                          | 8,5                        | 5,5                            | 2,020               |
| 2003 | 290.326.000             | 4.089.950 | 2.448.288  | 1.641.662           | 14,1                          | 8,4                        | 5,5                            | 2,047               |
| 2004 | 293.046.000             | 4.112.052 | 2.397.615  | 1.714.437           | 14,0                          | 8,2                        | 5,9                            | 2,051               |
| 2005 | 295.753.000             | 4.138.349 | 2.448.017  | 1.690.332           | 14,0                          | 8,3                        | 5,7                            | 2,057               |
| 2006 | 298.593.000             | 4.265.555 | 2.426.264  | 1.839.291           | 14,3                          | 8,1                        | 6,2                            | 2,108               |
| 2007 | 301.580.000             | 4.316.234 | 2.423.712  | 1.892.522           | 14,3                          | 8,0                        | 6,3                            | 2,120               |
| 2008 | 304.375.000             | 4.247.694 | 2.471.984  | 1.775.710           | 14,0                          | 8,1                        | 5,9                            | 2,072               |
| 2009 | 307.007.000             | 4.130.665 | 2.437.163  | 1.693.502           | 13,5                          | 7,9                        | 5,6                            | 2,002               |
| 2010 | 309.330.000             | 3.999.386 | 2.468.435  | 1.530.951           | 13,0                          | 8,0                        | 5,0                            | 1,931               |
| 2011 | 311.583.000             | 3.953.590 | 2.515.458  | 1.438.412           | 12,7                          | 8,1                        | 4,6                            | 1,894               |
| 2012 | 313.874.000             | 3.952.841 | 2.543.279  | 1.409.562           | 12,6                          | 8,1                        | 4,5                            | 1,880               |
| 2013 | 316.129.000             | 3.932.181 | 2.596.993  | 1.336.183           | 12,4                          | 8,2                        | 4,2                            | 1,857               |
| 2014 | 319.113.000             | 3.988.076 | 2.626.418  | 1.361.658           | 12,5                          | 8,2                        | 4,3                            | 1,862               |
| 2015 | 321.882.469             | 3.978.497 | 2.712.630  | 1.265.867           | 12,4                          | 8,4                        | 4,0                            | 1,843               |
| 2016 | 324.426.311             | 3.945.875 | 2.744.248  | 1.201.627           | 12,2                          | 8,5                        | 3,7                            | 1,820               |
| 2017 | 326.686.918             | 3.855.500 | 2.813.503  | 1.041.997           | 11,8                          | 8,7                        | 3,1                            | 1,765               |
| 2018 | 328.571.142             | 3.791.712 | 2.839.205  | 952.507             | 11,6                          | 8,7                        | 2,9                            | 1,728               |
| 2019 | 330.284.261             | 3.745.540 | 2.854.858  | 890.682             | 11,4                          | 8,7                        | 2,7                            | 1,705               |
| 2020 | 331.577.720             | 3.613.647 | 3.383.729  | 229.918             | 10,9                          | 10,2                       | 0,7                            | 1,641               |
| 2021 | 332.099.760             | 3.664.292 | 3.464.231  | 200.061             | 11,0                          | 10,5                       | 0,6                            | 1,664               |
| 2022 | 334.017.321             | 3.667.758 | 3.279.857  | 387.901             | 11,0                          | 9,8                        | 1,2                            | 1,656               |
| 2023 | 336.806.231             | 3.596.017 | 3.087.366  | 507.932             | 10,7                          | 9,2                        | 1,5                            | 1,617               |
| 2024 | 340.110.988             | 3.618.267 | 3.052.208  | 566.059             | 10,6                          | 9,0                        | 1,7                            | 1,611               |

### Bevölkerungszentren

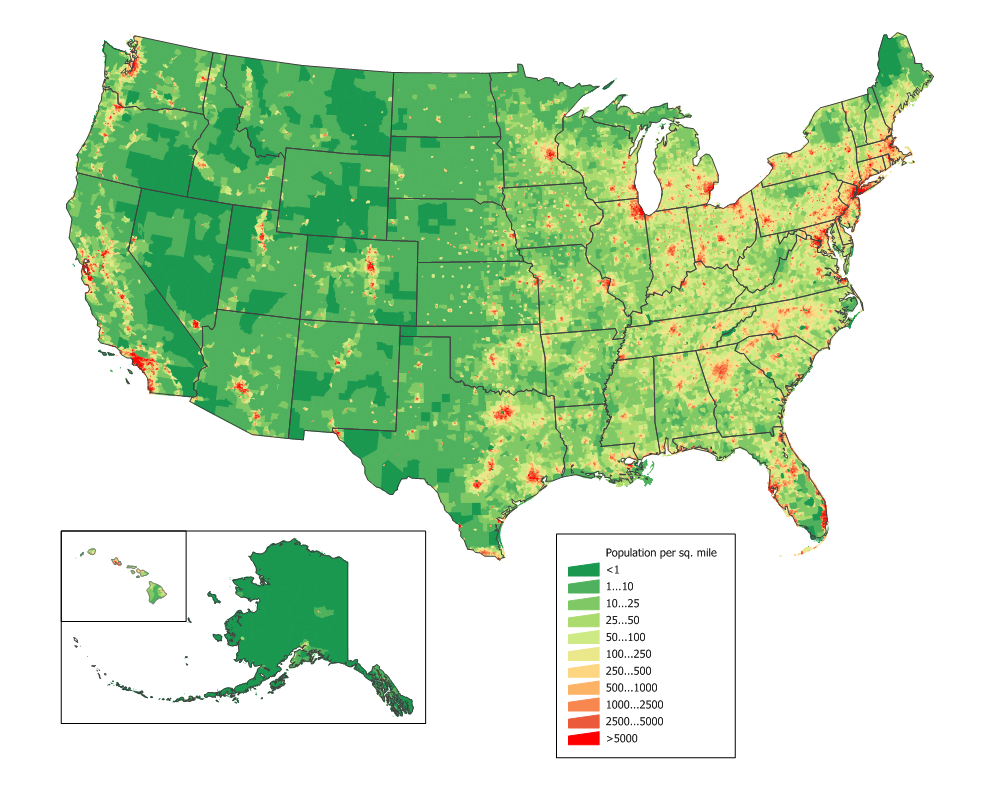
Bevölkerungsdichte

Die USA sind ein stark urbanisiertes Land, in dem drei Viertel der Bevölkerung in Metropolregionen leben. Typisch ist ein hoher Anteil an Personen, die in geplanten Vorstädten lebt. Eine besondere Bevölkerungskonzentration weisen die atlantische und pazifische Küste auf während das Zentrum nur sehr dünn besiedelt ist. Die höchste Bevölkerungsdichte weisen die Staaten im Nordosten des Landes auf, die am frühesten erschlossen wurde. New York City bildet bereits seit dem Ende des 18. Jahrhunderts das größte Bevölkerungszentrum des Landes. Das stärkste Wachstum weisen derzeit allerdings vor allem die südlichen (Florida, Georgia, Arizona, Texas) und die pazifischen Staaten (Kalifornien, Oregon, Washington) auf, während die Bevölkerungszahl im mittleren Westen und im Nordosten nur langsam wächst oder sogar sinkt.
Folgende Tabelle gibt Überblick über die 10 größten Metropolregionen des Landes nach Einwohnerzahl 2020. Die Definition der Metropolregionen stammen vom US Census Bureau. Insgesamt hatten 2016 51 Metropolregionen mehr als eine Million Einwohner.
| Rang | Metropolregion | Einschließlich         | Bevölkerung 1990 | Bevölkerung 2000 | Bevölkerung 2010 | Bevölkerung 2020 |
| ---- | -------------- | ---------------------- | ---------------- | ---------------- | ---------------- | ---------------- |
| 1    | New York City  | Newark, Jersey City    | 17.430.704       | 18.945.888       | 19.566.471       | 20.140.470       |
| 2    | Los Angeles    | Long Beach, Anaheim    | 11.273.720       | 12.365.597       | 12.828.961       | 13.200.998       |
| 3    | Chicago        | Naperville, Elgin      | 8.181.939        | 9.098.970        | 9.461.550        | 9.618.502        |
| 4    | Dallas         | Fort Worth, Arlington  | 4.018.778        | 5.204.627        | 6.426.241        | 7.637.387        |
| 5    | Houston        | Sugar Land             | 3.750.846        | 4.693.520        | 5.920.499        | 7.122.240        |
| 6    | Washington     | Arlington, Alexandria  | 4.156.672        | 4.837.674        | 5.636.416        | 6.385.162        |
| 7    | Philadelphia   | Camden, Wilmington     | 5.435.550        | 5.686.329        | 5.965.662        | 6.245.051        |
| 8    | Miami          | Fort Lauderdale        | 4.056.228        | 5.007.956        | 5.566.298        | 6.138.333        |
| 9    | Atlanta        | Sandy Springs, Roswell | 3.081.858        | 4.263.135        | 5.286.725        | 6.089.815        |
| 10   | Boston         | Cambridge, Newton      | 4.133.895        | 4.392.533        | 4.552.595        | 4.941.632        |

### Ethnische Gruppen
Das United States Census Bureau sammelt Daten zur ethnischen und rassischen Klassifizierung in Übereinstimmung mit den Richtlinien des Office of Management and Budget (OMB), diese Daten basieren auf der Selbstidentifizierung. Im Gegensatz zu Deutschland wird das Wort Rasse in den USA weiterhin von offiziellen Stellen verwendet. Die vom US Census Bureau verwendeten Rassenklassifikationen und Definitionen sind:
- White Americans (Weiße Amerikaner): Eine Person, die ihren Ursprung in einem der ursprünglichen Völker Europas, Vorderasiens oder Nordafrikas hat. Dazu gehören Personen, die ihre Ethnie als „Weiß“ angeben oder Einträge wie irisch, deutsch, italienisch, libanesisch, arabisch, marokkanisch oder kaukasisch melden.
- Black or African American (Schwarze oder Afroamerikaner): Eine Person, die ursprünglich aus einer der Staaten Sub-Sahara Afrikas stammt. Dazu gehören Personen, die ihre Ethnie als Schwarz oder Afroamerikanisch angeben oder Angaben wie Kenianer, Nigerianer oder Haitianer machen.
- American Indian or Alaska Native (Ureinwohner Amerikas): Eine Person, die ihren Ursprung in einem der ursprünglichen Völker Nord- und Südamerikas (einschließlich Mittelamerikas) hat und die Stammeszugehörigkeit oder Gemeinschaftsbeziehung unterhält. Zu dieser Kategorie gehören Personen, die ihre Ethnie als „Indianer oder Alaska-Ureinwohner“ angeben oder Angaben wie Navajo, Blackfeet, Inuit, Yup'ik, mittelamerikanische Indianergruppen oder südamerikanische Indianergruppen machen.
- Asian Americans (Asiatische Amerikaner): Eine Person, die ihren Ursprung in einem der ursprünglichen Völker Ostasiens, Südostasiens oder des indischen Subkontinents hat, einschließlich Kambodscha, China, Indien, Japan, Korea, Malaysia, Pakistan, die philippinischen Inseln, Thailand und Vietnam.
- Native Hawaiian or Other Pacific Islander (Indigene Hawaiianer oder andere pazifischer Inselbewohner): Eine Person, die ihren Ursprung in einem der ursprünglichen Völker von Hawaii, Guam, Samoa oder anderen pazifischen Inseln hat.
- Some other race (andere Ethnien): Alle anderen Antworten, die nicht in den oben beschriebenen Ethnienkategorien „Weiß“, „Schwarz oder Afroamerikaner“, „Ureinwohner Amerikas“, „Asiate“ und „Indigene Hawaiianer oder andere pazifische Inselbewohner“ enthalten sind.
- Two or more races (zwei oder mehr Ethnien): Alle Personen, die von zwei oder mehr der vorherigen Gruppen abstammen, indem sie entweder zwei oder mehr Kästchen ankreuzen, mehrere Antworten geben oder eine Kombination aus Kästchen und anderen Antworten angeben.

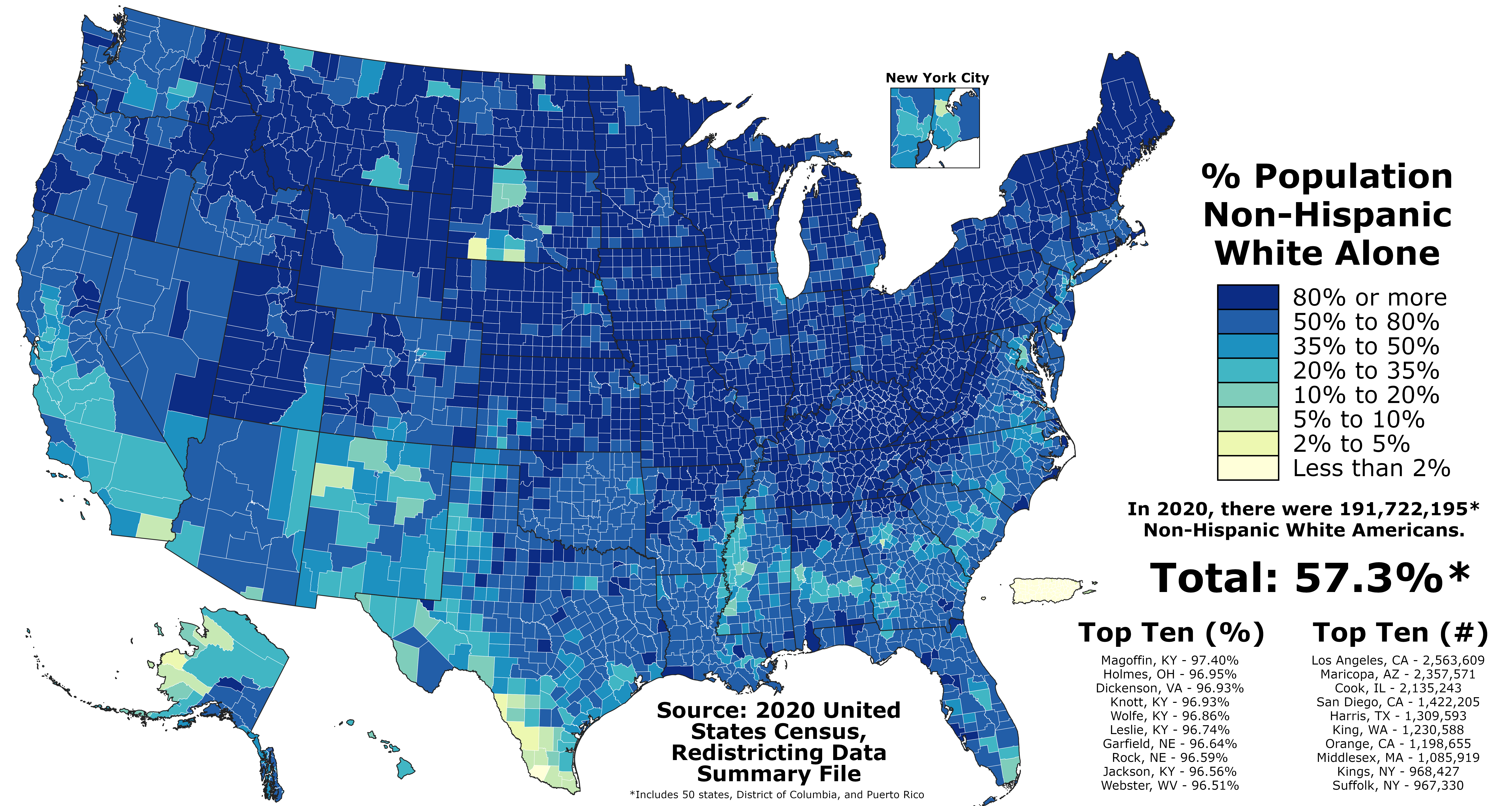
Nicht-hispanische Weiße Amerikaner (Zensus 2020)

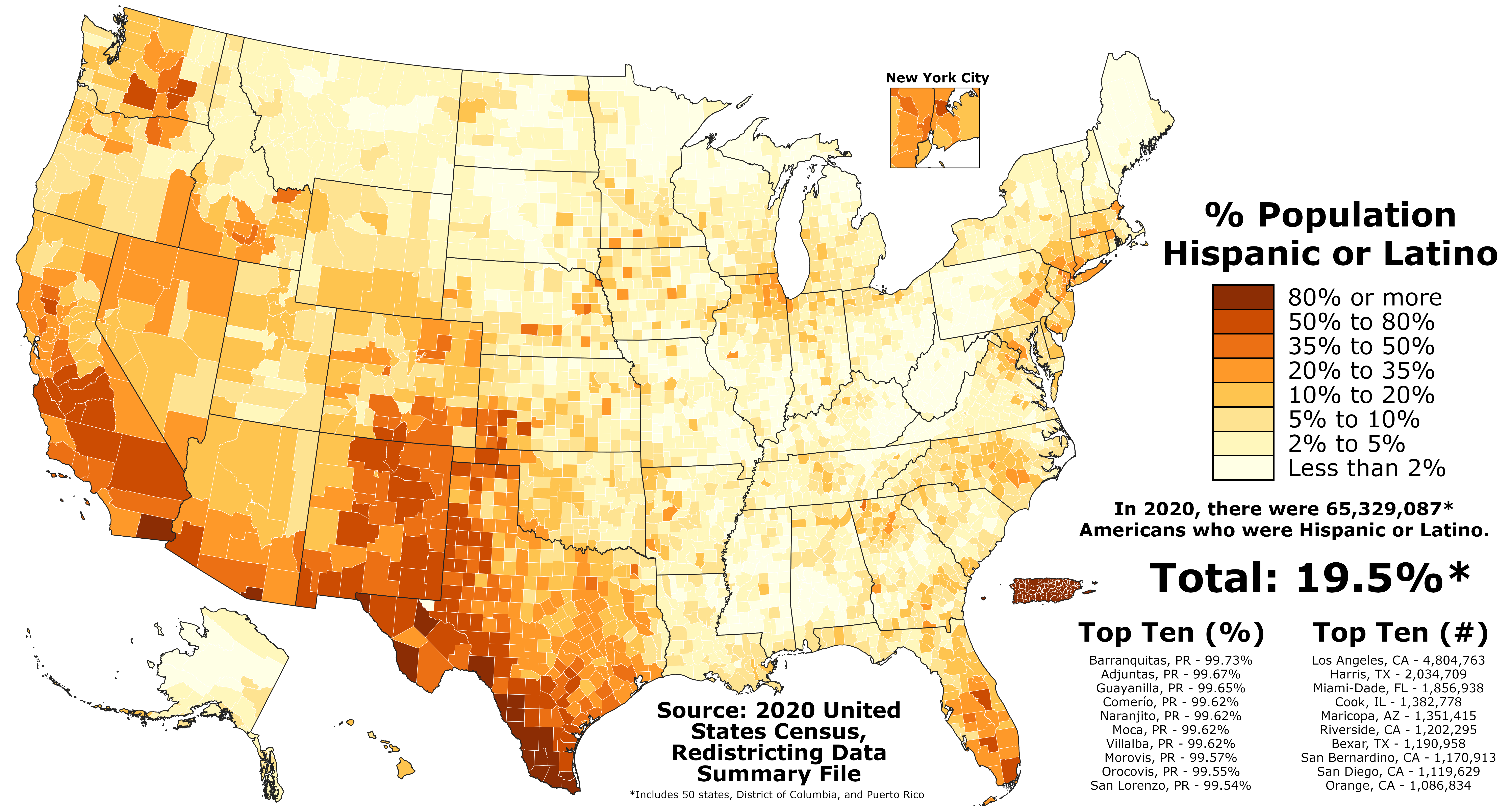
Hispanics und Latinos jeder Ethnie (Zensus 2020)

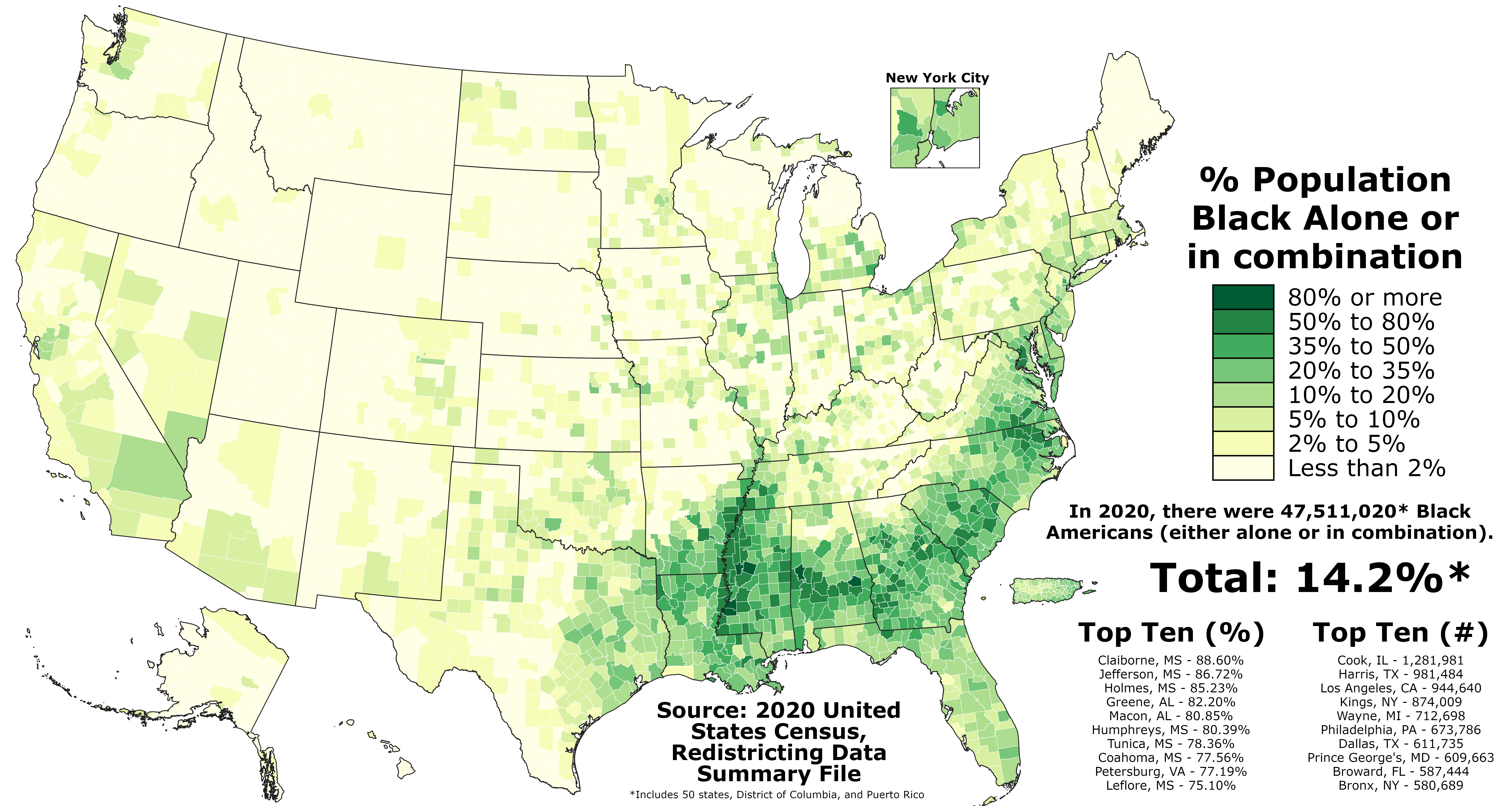
Afroamerikaner (Zensus 2020)

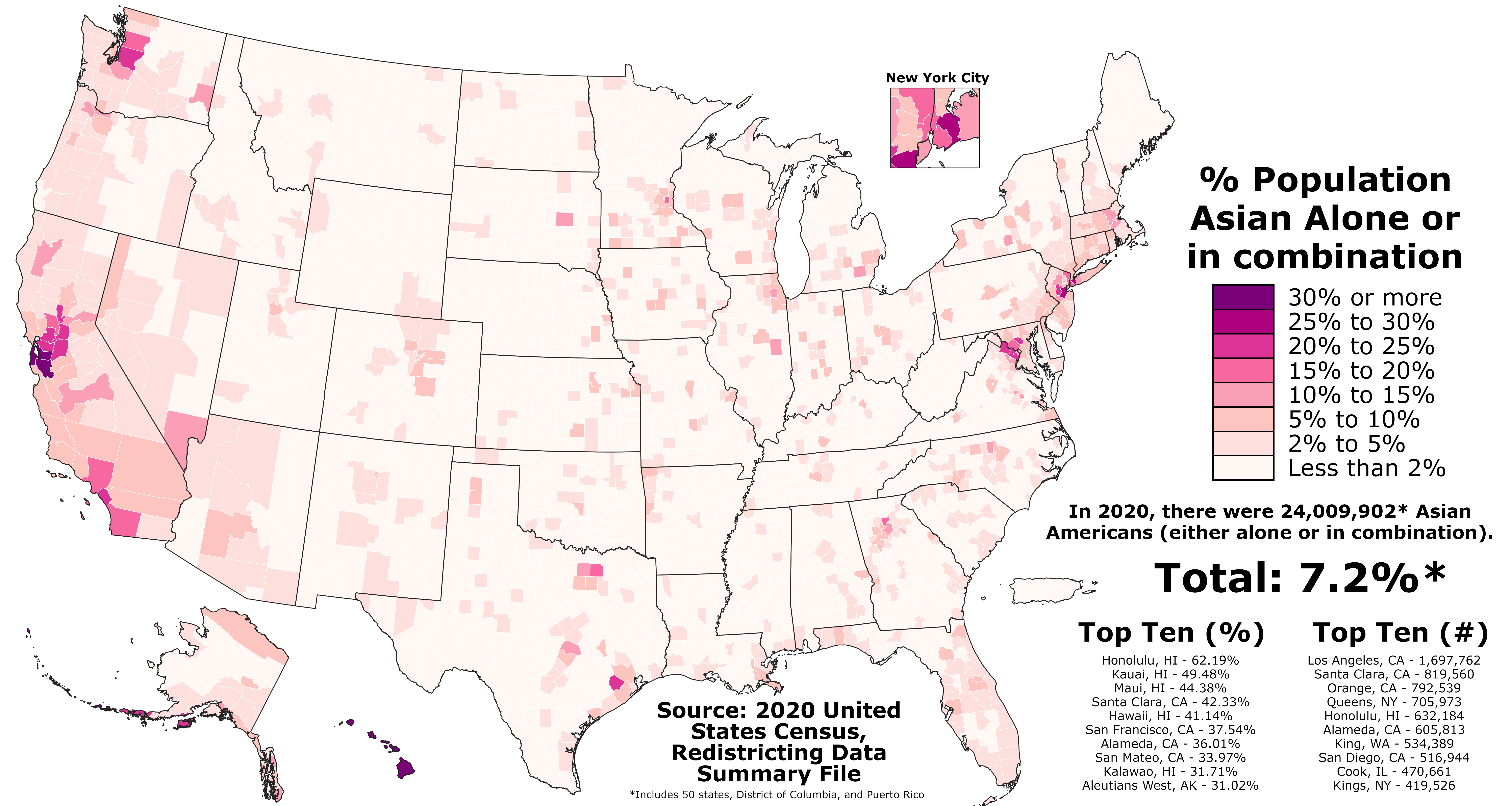
Asiatische Amerikaner (Zensus 2020)

Hispanics and Latino Americans (Hispanos oder Latinos) gelten nach der derzeitigen Definition des US-Census Bureau nicht als eigene ethnische Gruppe, sondern lediglich als kulturelle Identität und können jeder ethnischen Gruppe angehören.
| Ethnien                                                   | Anteil |
| --------------------------------------------------------- | ------ |
| Weiße Amerikaner (nicht hispanisch)                       | 59,3 % |
| Afroamerikaner                                            | 13,6 % |
| Asiatische Amerikaner                                     | 6,1 %  |
| Multiethnische Amerikaner                                 | 2,9 %  |
| Indianer Nordamerikas und Ureinwohner Alaskas             | 1,3 %  |
| Indigene Hawaiianer oder andere pazifischer Inselbewohner | 0,3 %  |
| Hispanics und Latinos (jeder Ethnie)                      | 18,7 % |

| Ethnie                                             | 1940 | 1950 | 1960 | 1970 | 1980 | 1990 | 2000* | 2010* |
| -------------------------------------------------- | ---- | ---- | ---- | ---- | ---- | ---- | ----- | ----- |
| Weiße Amerikaner (inklusive Hispanics)             | 89,8 | 89,5 | 88,6 | 87,5 | 83,0 | 80,3 | 75,1  | 72,4  |
| Schwarze oder Afroamerikaner                       | 9,8  | 10,0 | 10,5 | 11,1 | 11,7 | 12,1 | 12,3  | 12,6  |
| Ureinwohner Amerikas                               |      |      |      |      | 0,8  | 0,8  | 0,9   | 0,9   |
| Asiatische Amerikaner und pazifische Inselbewohner |      |      |      |      | 1,5  | 2,9  | 3,8   | 5,0   |
| andere Ethnie                                      |      |      |      |      | 3,0  | 3,9  | 5,5   | 6,2   |
| zwei oder mehr Ethnien                             |      |      |      |      |      |      | 2,4   | 2,9   |
| Summe (%)                                          | 99,6 | 99,5 | 99,1 | 98,6 | 100  | 100  | 100   | 100   |

| Ethnie                                                    | Anteil 2015 | Anteil 2060 |
| --------------------------------------------------------- | ----------- | ----------- |
| Weiße Amerikaner (nicht hispanisch)                       | 61,7 %      | 43,7 %      |
| Hispanos oder Latinos (jeder Ethnie)                      | 17,7 %      | 28,6 %      |
| Schwarze oder Afroamerikaner                              | 12,4 %      | 13,0 %      |
| Asiatische Amerikaner                                     | 5,3 %       | 9,1 %       |
| Ureinwohner Amerikas                                      | 0,7 %       | 0,6 %       |
| Indigene Hawaiianer oder andere pazifischer Inselbewohner | 0,2 %       | 0,2 %       |

#### Verteilung
Die regionale ethnische Verteilung der Bevölkerung hat vor allem historische und migrationspolitische Gründe. Die weiße Bevölkerung ist in allen Teilen des Landes präsent und hat den höchsten Bevölkerungsanteil in den zentralen Nordstaaten und einigen Staaten im Nordosten. Die afroamerikanische Bevölkerung erreicht den höchsten Bevölkerungsanteil in den Südstaaten (Mississippi, Louisiana, Georgia), wo ca. die Hälfte aller Afroamerikaner lebt. Afroamerikaner bilden eine Pluralität der Bevölkerung in der Hauptstadt Washington, D.C. Weitere Bevölkerungszentren sind der mittlere Westen und Nordosten, während die Pazifikküste eine weniger starke Präsenz aufweist. Die Ureinwohner Amerikas machen nur in Alaska noch mehr als 10 % der Bevölkerung aus. Asiatische Amerikaner leben vor allem an der Westküste (vor allem in Kalifornien) und in Hawaii, wo sie den höchsten Bevölkerungsanteil stellen. Der Anteil an Latinos ist am höchsten im Südwesten (Kalifornien, Arizona, Texas, New Mexico) und in Florida.
| Bundesstaat          | Bevölkerung (2020) | Weiße Amerikaner (nicht hispanisch) | Schwarze oder Afroamerikaner | Ureinwohner Amerikas | Asiatische Amerikaner | Indigene Hawaiianer oder andere pazifischer Inselbewohner | andere ethn. Gruppe | zwei oder mehr ethn. Gruppen | Hispanics oder Latinos (jeder Ethnie) |
| -------------------- | ------------------ | ----------------------------------- | ---------------------------- | -------------------- | --------------------- | --------------------------------------------------------- | ------------------- | ---------------------------- | ------------------------------------- |
| Alabama              | 5.024.279          | 63,12 %                             | 25,64 %                      | 0,46 %               | 1,51 %                | 0,05 %                                                    | 0,29 %              | 3,67 %                       | 5,26 %                                |
| Alaska               | 733.391            | 57,51 %                             | 2,83 %                       | 14,84 %              | 5,92 %                | 1,70 %                                                    | 0,62 %              | 9,78 %                       | 6,79 %                                |
| Arizona              | 7.151.502          | 53,37 %                             | 4,43 %                       | 3,69 %               | 3,48 %                | 0,20 %                                                    | 0,44 %              | 3,73 %                       | 30,65 %                               |
| Arkansas             | 3.011.524          | 68,52 %                             | 14,94 %                      | 0,68 %               | 1,70 %                | 0,47 %                                                    | 0,27 %              | 4,89 %                       | 8,53 %                                |
| Colorado             | 5.773.714          | 65,13 %                             | 3,83 %                       | 0,58 %               | 3,38 %                | 0,16 %                                                    | 0,51 %              | 4,52 %                       | 21,88 %                               |
| Connecticut          | 3.605.944          | 63,21 %                             | 10,01 %                      | 0,18 %               | 4,73 %                | 0,03 %                                                    | 0,75 %              | 3,82 %                       | 17,29 %                               |
| Delaware             | 989.948            | 58,57 %                             | 21,51 %                      | 0,25 %               | 4,28 %                | 0,03 %                                                    | 0,46 %              | 4,35 %                       | 10,53 %                               |
| District of Columbia | 689.545            | 37,96 %                             | 40,91 %                      | 0,19 %               | 4,81 %                | 0,05 %                                                    | 0,54 %              | 4,28 %                       | 11,26 %                               |
| Florida              | 21.538.187         | 51,54 %                             | 14,52 %                      | 0,20 %               | 2,92 %                | 0,05 %                                                    | 0,64 %              | 3,68 %                       | 26,45 %                               |
| Georgia              | 10.711.908         | 50,06 %                             | 30,60 %                      | 0,19 %               | 4,44 %                | 0,06 %                                                    | 0,52 %              | 3,64 %                       | 10,49 %                               |
| Hawaii               | 1.455.271          | 21,60 %                             | 1,50 %                       | 0,16 %               | 36,53 %               | 10,24 %                                                   | 0,36 %              | 20,06 %                      | 9,55 %                                |
| Idaho                | 1.839.106          | 78,87 %                             | 0,80 %                       | 1,03 %               | 1,42 %                | 0,18 %                                                    | 0,45 %              | 4,23 %                       | 13,02 %                               |
| Illinois             | 12.812.508         | 58,32 %                             | 13,86 %                      | 0,13 %               | 5,83 %                | 0,02 %                                                    | 0,35 %              | 3,24 %                       | 18,24 %                               |
| Indiana              | 6.785.528          | 75,47 %                             | 9,39 %                       | 0,19 %               | 2,46 %                | 0,04 %                                                    | 0,37 %              | 3,91 %                       | 8,17 %                                |
| Iowa                 | 3.190.369          | 82,69 %                             | 4,05 %                       | 0,28 %               | 2,35 %                | 0,18 %                                                    | 0,27 %              | 3,41 %                       | 6,77 %                                |
| Kalifornien          | 39.538.223         | 34,69 %                             | 5,36 %                       | 0,39 %               | 15,12 %               | 0,35 %                                                    | 0,57 %              | 4,12 %                       | 39,40 %                               |
| Kansas               | 2.937.880          | 72,25 %                             | 5,56 %                       | 0,75 %               | 2,90 %                | 0,11 %                                                    | 0,34 %              | 5,07 %                       | 13,02 %                               |
| Kentucky             | 4.505.836          | 81,33 %                             | 7,94 %                       | 0,18 %               | 1,64 %                | 0,08 %                                                    | 0,33 %              | 3,89 %                       | 4,61 %                                |
| Louisiana            | 4.657.757          | 55,75 %                             | 31,18 %                      | 0,56 %               | 1,83 %                | 0,04 %                                                    | 0,36 %              | 3,35 %                       | 6,92 %                                |
| Maine                | 1.362.359          | 90,16 %                             | 1,84 %                       | 0,54 %               | 1,22 %                | 0,03 %                                                    | 0,33 %              | 3,93 %                       | 1,95 %                                |
| Maryland             | 6.177.224          | 47,17 %                             | 29,06 %                      | 0,20 %               | 6,77 %                | 0,04 %                                                    | 0,57 %              | 4,38 %                       | 11,81 %                               |
| Massachusetts        | 7.029.917          | 67,55 %                             | 6,50 %                       | 0,13 %               | 7,18 %                | 0,02 %                                                    | 1,31 %              | 4,67 %                       | 12,63 %                               |
| Michigan             | 10.077.331         | 72,40 %                             | 13,48 %                      | 0,47 %               | 3,30 %                | 0,03 %                                                    | 0,37 %              | 4,36 %                       | 5,60 %                                |
| Minnesota            | 5.706.494          | 76,30 %                             | 6,88 %                       | 1,00 %               | 5,21 %                | 0,05 %                                                    | 0,37 %              | 4,14 %                       | 6,06 %                                |
| Mississippi          | 2.961.279          | 55,35 %                             | 36,44 %                      | 0,47 %               | 1,09 %                | 0,04 %                                                    | 0,24 %              | 2,82 %                       | 3,55 %                                |
| Missouri             | 6.154.913          | 75,78 %                             | 11,26 %                      | 0,38 %               | 2,15 %                | 0,15 %                                                    | 0,36 %              | 5,00 %                       | 4,92 %                                |
| Montana              | 1.084.225          | 83,13 %                             | 0,47 %                       | 5,96 %               | 0,74 %                | 0,08 %                                                    | 0,40 %              | 5,05 %                       | 4,17 %                                |
| Nebraska             | 1.961.504          | 75,69 %                             | 4,81 %                       | 0,77 %               | 2,67 %                | 0,07 %                                                    | 0,32 %              | 3,70 %                       | 11,97 %                               |
| Nevada               | 3.104.614          | 45,93 %                             | 9,40 %                       | 0,75 %               | 8,57 %                | 0,74 %                                                    | 0,55 %              | 5,38 %                       | 28,68 %                               |
| New Hampshire        | 1.377.529          | 87,16 %                             | 1,35 %                       | 0,17 %               | 2,58 %                | 0,03 %                                                    | 0,43 %              | 3,96 %                       | 4,32 %                                |
| New Jersey           | 9.288.994          | 51,85 %                             | 12,42 %                      | 0,12 %               | 10,15 %               | 0,02 %                                                    | 0,76 %              | 3,12 %                       | 21,56 %                               |
| New Mexico           | 2.117.522          | 36,50 %                             | 1,81 %                       | 8,91 %               | 1,67 %                | 0,07 %                                                    | 0,49 %              | 2,82 %                       | 47,74 %                               |
| New York             | 20.201.249         | 52,47 %                             | 13,66 %                      | 0,27 %               | 9,49 %                | 0,03 %                                                    | 0,98 %              | 3,57 %                       | 19,54 %                               |
| North Carolina       | 10.439.388         | 60,46 %                             | 20,19 %                      | 0,97 %               | 3,26 %                | 0,07 %                                                    | 0,44 %              | 3,90 %                       | 10,72 %                               |
| North Dakota         | 779.094            | 81,65 %                             | 3,36 %                       | 4,79 %               | 1,68 %                | 0,11 %                                                    | 0,24 %              | 3,88 %                       | 4,29 %                                |
| Ohio                 | 11.799.448         | 75,89 %                             | 12,35 %                      | 0,16 %               | 2,51 %                | 0,04 %                                                    | 0,38 %              | 4,25 %                       | 4,42 %                                |
| Oklahoma             | 3.959.353          | 60,80 %                             | 7,15 %                       | 7,88 %               | 2,26 %                | 0,21 %                                                    | 0,34 %              | 9,44 %                       | 11,92 %                               |
| Oregon               | 4.327.256          | 71,65 %                             | 1,86 %                       | 0,99 %               | 4,53 %                | 0,43 %                                                    | 0,54 %              | 6,11 %                       | 13,89 %                               |
| Pennsylvania         | 13.002.700         | 73,47 %                             | 10,53 %                      | 0,12 %               | 3,90 %                | 0,02 %                                                    | 0,42 %              | 3,47 %                       | 8,07 %                                |
| Rhode Island         | 1.097.379          | 68,71 %                             | 5,05 %                       | 0,32 %               | 3,50 %                | 0,03 %                                                    | 1,04 %              | 4,76 %                       | 16,59 %                               |
| South Carolina       | 5.118.425          | 62,10 %                             | 24,79 %                      | 0,32 %               | 1,75 %                | 0,06 %                                                    | 0,38 %              | 3,70 %                       | 6,89 %                                |
| South Dakota         | 886.667            | 79,58 %                             | 1,97 %                       | 8,41 %               | 1,50 %                | 0,06 %                                                    | 0,23 %              | 3,88 %                       | 4,37 %                                |
| Tennessee            | 6.910.246          | 70,91 %                             | 15,68 %                      | 0,22 %               | 1,94 %                | 0,05 %                                                    | 0,35 %              | 3,91 %                       | 6,93 %                                |
| Texas                | 29.145.505         | 39,75 %                             | 11,82 %                      | 0,29 %               | 5,36 %                | 0,10 %                                                    | 0,39 %              | 3,04 %                       | 39,26 %                               |
| Utah                 | 3.271.616          | 75,36 %                             | 1,14 %                       | 0,88 %               | 2,40 %                | 1,10 %                                                    | 0,38 %              | 3,68 %                       | 15,07 %                               |
| Vermont              | 643.077            | 89,13 %                             | 1,34 %                       | 0,31 %               | 1,78 %                | 0,03 %                                                    | 0,40 %              | 4,59 %                       | 2,41 %                                |
| Virginia             | 8.631.393          | 58,60 %                             | 18,28 %                      | 0,22 %               | 7,07 %                | 0,07 %                                                    | 0,53 %              | 4,69 %                       | 10,53 %                               |
| Washington           | 7.705.281          | 63,84 %                             | 3,84 %                       | 1,18 %               | 9,38 %                | 0,81 %                                                    | 0,56 %              | 6,63 %                       | 13,75 %                               |
| West Virginia        | 1.793.716          | 89,14 %                             | 3,61 %                       | 0,18 %               | 0,83 %                | 0,02 %                                                    | 0,26 %              | 4,02 %                       | 1,94 %                                |
| Wisconsin            | 5.893.718          | 78,63 %                             | 6,22 %                       | 0,82 %               | 2,96 %                | 0,03 %                                                    | 0,30 %              | 3,46 %                       | 7,59 %                                |
| Wyoming              | 576.851            | 81,42 %                             | 0,82 %                       | 2,04 %               | 0,87 %                | 0,08 %                                                    | 0,42 %              | 4,10 %                       | 10,24 %                               |
|                      |                    |                                     |                              |                      |                       |                                                           |                     |                              |                                       |
| Puerto Rico          | 3.285.874          | 0,75 %                              | 0,13 %                       | 0,01 %               | 0,08 %                | 0,00 %                                                    | 0,08 %              | 0,07 %                       | 99,88 %                               |

### Migration

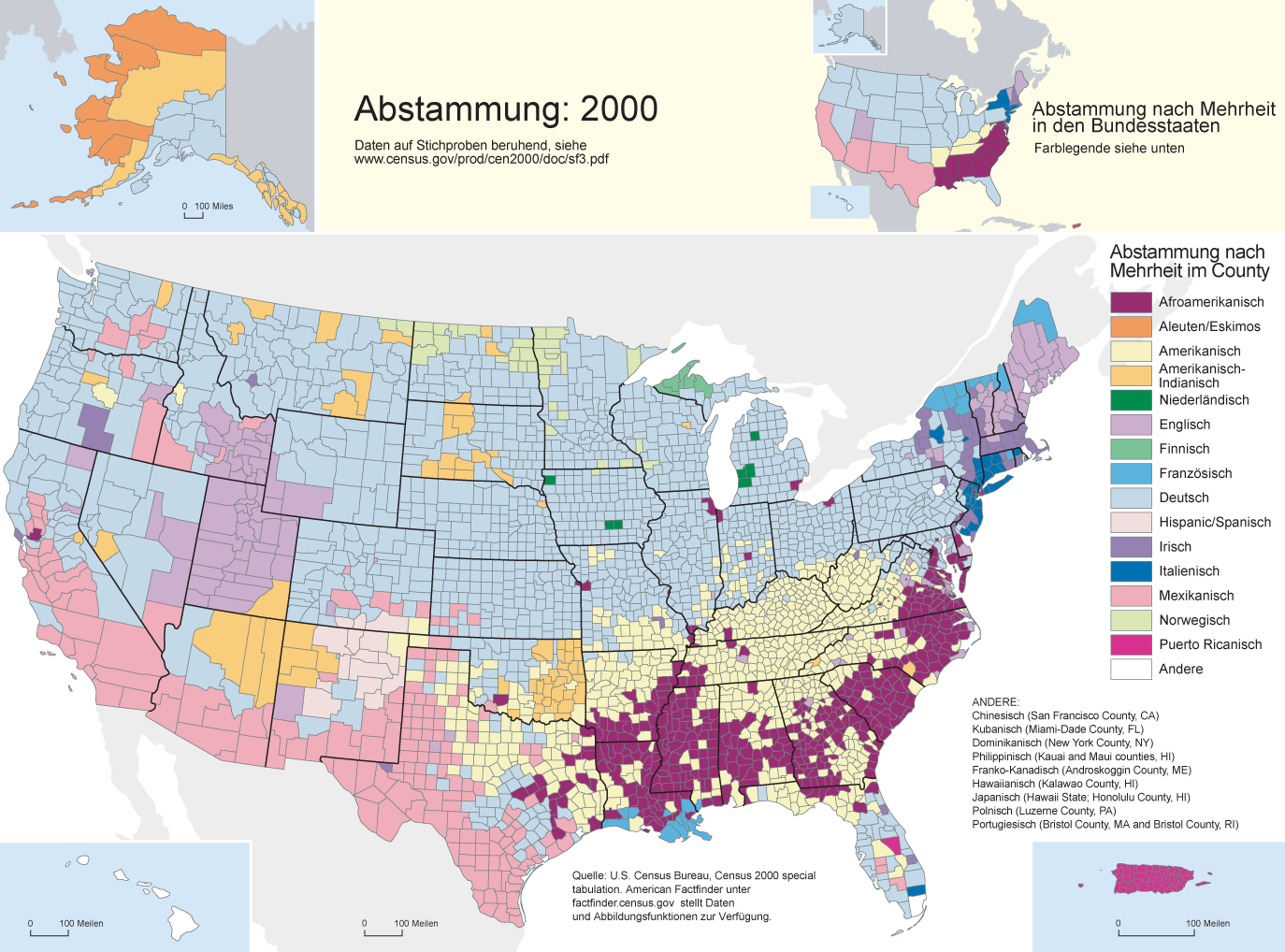
Dominante Abstammungsgruppe nach County (Zensus 2000)

13 % der Bevölkerung waren 2009 im Ausland geboren – ein Anstieg um 350 % seit 1970, als im Ausland geborene Personen 3,7 % der Bevölkerung ausmachten, darunter 11,2 Millionen illegale Einwanderer, davon stammen 80 % aus Lateinamerika.  Lateinamerika ist mit einem Anteil von über der Hälfte (53 %) der im Ausland geborenen Bevölkerung in den USA die größte Region der Geburtsregion und damit auch die größte Quelle legaler und illegaler Einwanderung in die USA.  Im Jahr 2011 gibt es in den Vereinigten Staaten 18,1 Millionen eingebürgerte Amerikaner, auf die 45 % der im Ausland geborenen Bevölkerung (40,4 Millionen) und 6 % der gesamten US-Bevölkerung zu dieser Zeit entfallen, und rund 680.000 legale Einwanderer werden jährlich eingebürgert. Bis zum Jahr 2017 stieg der Anteil der Migranten auf 15,3 % an, von denen die meisten aus Lateinamerika und Asien stammen. Der Anteil der Migranten an der Bevölkerung liegt damit über vielen europäischen Ländern, aber unterhalb dem von Kanada und Australien.
Die 10 häufigsten Abstammungen von Amerikanern waren 2015 deutsch (14,7 %, 46 Mio.), afrikanisch (12,3 %, 39 Mio.), mexikanisch (10,9 %, 35 Mio.), irisch (10,6 %, 34 Mio.), englisch (7,8 %, 25 Mio.), amerikanisch (Abstammung von den frühen Siedlern) (7,2 %, 23 Mio.),  italienisch (5,5 %, 17 Mio.), polnisch (3,0 %, 9 Mio.), französisch (2,6 %, 8 Mio.) und schottisch (1,6 %, 5 Mio.).
Es leben 2015 knapp 3 Millionen Amerikaner im Ausland. Die meisten davon leben in Mexiko (900.000), Kanada (310.000), im Vereinigten Königreich (190.000), in Deutschland (140.000) und Australien (120.000).

### Sprachen

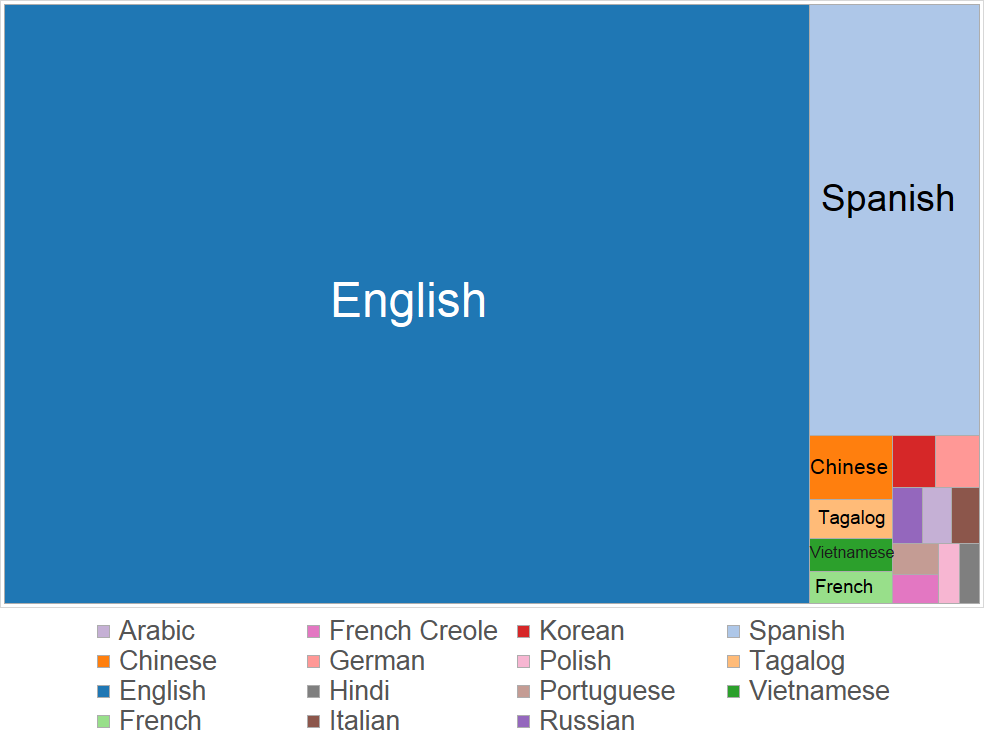
Sprachen in den USA

Obwohl die Vereinigten Staaten keine festgelegte Amtssprache haben, ist Englisch faktisch Nationalsprache. Es wird von 78,2 % der Bevölkerung als Muttersprache und von fast allen Einwohnern als Verkehrssprache verwendet. Englisch wird von 32 Bundesstaaten offiziell und von den anderen inoffiziell als Amtssprache genutzt und ist in allen Bundesstaaten die wichtigste Sprache.
Spanisch wird als erste Fremdsprache gelehrt, besonders in Gebieten mit einem hohen lateinamerikanischen Bevölkerungsanteil, wie in Staaten, die an Mexiko grenzen, sowie in Florida und den Städten Chicago und New York. Jüngere Generationen, die aus keiner Familie mit spanischsprachigem Hintergrund stammen, lernen die Sprache in zunehmend höherer Zahl aufgrund der wachsenden Anzahl der spanischsprachigen Weltbevölkerung. Etwa 16,3 % (über 50 Millionen) verstehen diese Sprache.
Das Chinesische, vor allem das Kantonesische, bildet die drittgrößte Sprechergemeinschaft der Vereinigten Staaten und ist besonders in Kalifornien vertreten. Während sich Spanisch und Französisch besonders in bestimmten Regionen konzentrieren, ist Chinesisch relativ gleichmäßig verteilt, wobei es an der Westküste geringfügig mehr Sprecher hat als anderswo.
Auf Platz 4 folgt das Französische mit vielen Sprechern in Maine und Louisiana.
Deutsch, das in North Dakota und South Dakota die am zweithäufigsten gesprochene Sprache ist, belegt den 5. Rang.
Dazu kommt der auf dem Pfälzischen des 19. Jh. basierende deutsche Dialekt Pennsylvania Deitsch, der hauptsächlich in Pennsylvania von Hutterern, Amischen und anderen konservativen Auswanderergruppen, insgesamt also von mehreren 100.000 Sprechern heute noch gesprochen wird.
Des Weiteren bilden seit dem frühen 20. Jahrhundert Immigranten italienischen, polnischen und griechischen Ursprungs weitere erwähnenswerte Sprachgemeinschaften.
Seit den 1970er Jahren immigrierten viele Menschen aus der Sowjetunion und brachten oftmals das Russische mit.
Tagalog, Vietnamesisch und Koreanisch haben ebenfalls eine nennenswerte Sprecherzahl über der Millionengrenze.

### Religion

Bundesstaaten nach Anteil an regelmäßigen Kirchengängern (2014)

Religion in den Vereinigten Staaten ist durch eine Vielfalt religiöser Überzeugungen und Praktiken gekennzeichnet. Es können jedoch keine genauen Zahlen zur jeweiligen Religionszugehörigkeit angegeben werden, weil in diesem Bereich das US Census Bureau im Sinne der verfassungsmäßig vorgeschriebenen Religionsfreiheit in den USA keine Angaben erhebt. Die ersten amerikanischen Siedler waren religiöse Flüchtlinge. Im Vergleich zu anderen Industrieländern spielt Religiosität im öffentlichen Leben eine deutlich größere Rolle.
Der historisch dominante Protestantismus hatte Anfang der 2010er Jahre keine Mehrheit mehr. Das Christentum ist weiterhin die größte Religion in den Vereinigten Staaten, wobei die verschiedenen protestantischen Kirchen die meisten Anhänger haben. Es gibt in den USA eine hohe Anzahl an Sekten und Freikirchen. Die USA sind das Land mit der weltweit größten christlichen Bevölkerung.
Im Jahr 2016 waren Christen 73,7 % der Gesamtbevölkerung, davon waren 48,9 % Protestanten, 23,0 % Katholiken und 1,8 % Mormonen, gefolgt von Personen ohne Religion mit 18,2 % der Gesamtbevölkerung. Das Judentum ist die zweitgrößte Religion in den USA, die von 2,1 % der Bevölkerung praktiziert wird, gefolgt vom Islam mit 0,8 %.
Die regionale Verteilung der Konfessionen ist unterschiedlich; während in Neuengland mehrheitlich Katholiken leben, sind die Südstaaten evangelikal geprägt. Das Zentrum der Mormonen befindet sich in Utah und den umgebenden Bundesstaaten (Nevada, Idaho); insbesondere im Süden der USA an der Grenze zu Mexiko und durch die kubanische Auswanderung im Großraum Miami leben überwiegend katholische Latinos. Die Zentren der jüdischen Bevölkerung sind Metropolen wie New York und Umgebung, Boston, Los Angeles, San Francisco und der Südosten Floridas.
Mississippi ist der religiöseste Staat des Landes, hier bezeichnen sich 63 % der Bevölkerung als sehr religiös. Für diese Personen ist Religion sehr wichtig und sie geben an, fast jede Woche an Gottesdiensten teilzunehmen, während sich in New Hampshire nur 20 % der erwachsenen Bevölkerung als sehr religiös bezeichnen und es damit der am wenigsten religiöse Bundesstaat ist. Als besonders religiös gelten die Staaten des sogenannten Bible Belt (deutsch: Bibelgürtel).
Laut einer Studie des Pew Research Center aus dem Jahr 2018 wird der Islam das Judentum bis 2040 überholen und die zweitgrößte Religion in den USA werden und zwar aufgrund höherer Einwanderungs- und Geburtenraten.

### Fertilitätsrate
Die Fertilitätsrate in den USA liegt über den meisten anderen westlichen Industrieländern, jedoch unter dem weltweiten Durchschnitt. Das Land erlebte nach dem Zweiten Weltkrieg einen charakteristischen Babyboom. Ende der 1960er Jahre sank die Fertilität pro Frau deutlich, parallel zur Entwicklung in den anderen westlichen Ländern (Pillenknick). 1976 erreichte die Fertilität pro Frau mit 1,738 Kindern den niedrigsten Stand der Geschichte. Danach begann die Fertilität wieder zu steigen, was vor allem an der höheren Geburtenrate von Einwanderern und einer verbesserten wirtschaftlichen Situation lag. Bis 2007 stieg die Fertilität über das Ersatzniveau und sinkt seit der Finanzkrise von 2008 wieder.

#### Fertilitätsrate von 1800 bis 2010
| Jahr                                       | 1800 | 1810 | 1820 | 1830 | 1840 | 1850 | 1860 | 1870 | 1880 | 1890 | 1900 |
| ------------------------------------------ | ---- | ---- | ---- | ---- | ---- | ---- | ---- | ---- | ---- | ---- | ---- |
| Fertilitätsrate in den Vereinigten Staaten | 7,0  | 6,9  | 6,7  | 6,6  | 6,1  | 5,4  | 5,2  | 4,6  | 4,2  | 3,9  | 3,6  |

| Jahr                                       | 1910 | 1920 | 1930 | 1940 | 1950 | 1960 | 1970 | 1980 | 1990 | 2000 | 2010 |
| ------------------------------------------ | ---- | ---- | ---- | ---- | ---- | ---- | ---- | ---- | ---- | ---- | ---- |
| Fertilitätsrate in den Vereinigten Staaten | 3,4  | 3,2  | 2,5  | 2,2  | 3,0  | 3,5  | 2,5  | 1,8  | 2,08 | 2,06 | 1,93 |

Geburten und Fertilität nach Ethnie
| Ethnie                                                    | Anzahl der Geburten (2019) | Anteil | Fertilität pro Frau (2019) | Anzahl der Geburten (2020) | Anteil | Fertilität pro Frau (2020) |
| --------------------------------------------------------- | -------------------------- | ------ | -------------------------- | -------------------------- | ------ | -------------------------- |
| Weiße (Nicht-Hispanisch)                                  | 1.915.912                  | 51,1 % | 1,61                       | 1.843.432                  | 51,1 % | 1,55                       |
| Afroamerikaner (Nicht-Hispanisch)                         | 548.075                    | 14,6 % | 1,78                       | 529.811                    | 14,7 % | 1,71                       |
| Asiatische Amerikaner                                     | 238.769                    | 6,4 %  | 1,51                       | 219.068                    | 6,1 %  | 1,39                       |
| Amerikanische Ureinwohner                                 | 28.450                     | 0,8 %  | 1,61                       | 26.813                     | 0,7 %  | 1,52                       |
| Indigene Hawaiianer oder andere pazifischer Inselbewohner | 9.770                      | 0,3 %  | 2,18                       | 9.626                      | 0,3 %  | 2,14                       |
| Hispanos und Latinos (jeder Rasse)                        | 886.467                    | 23,7 % | 1,94                       | 866.714                    | 24,0 % | 1,87                       |
| Total                                                     | 3.747.540                  | 100 %  | 1,73                       | 3.613.647                  | 100%   | 1,64                       |

### Lebenserwartung

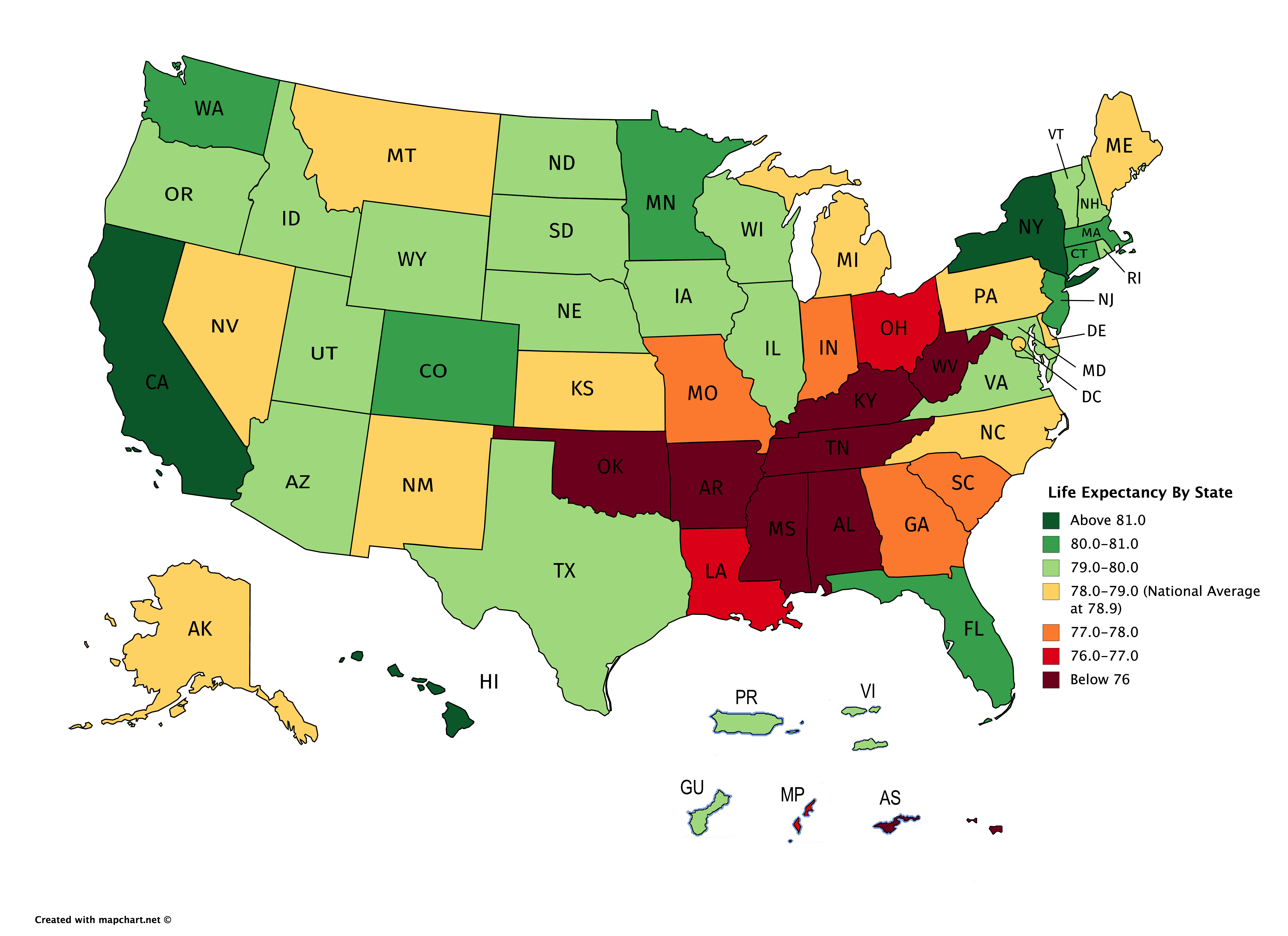
Bundesstaaten nach Lebenserwartung (2018)

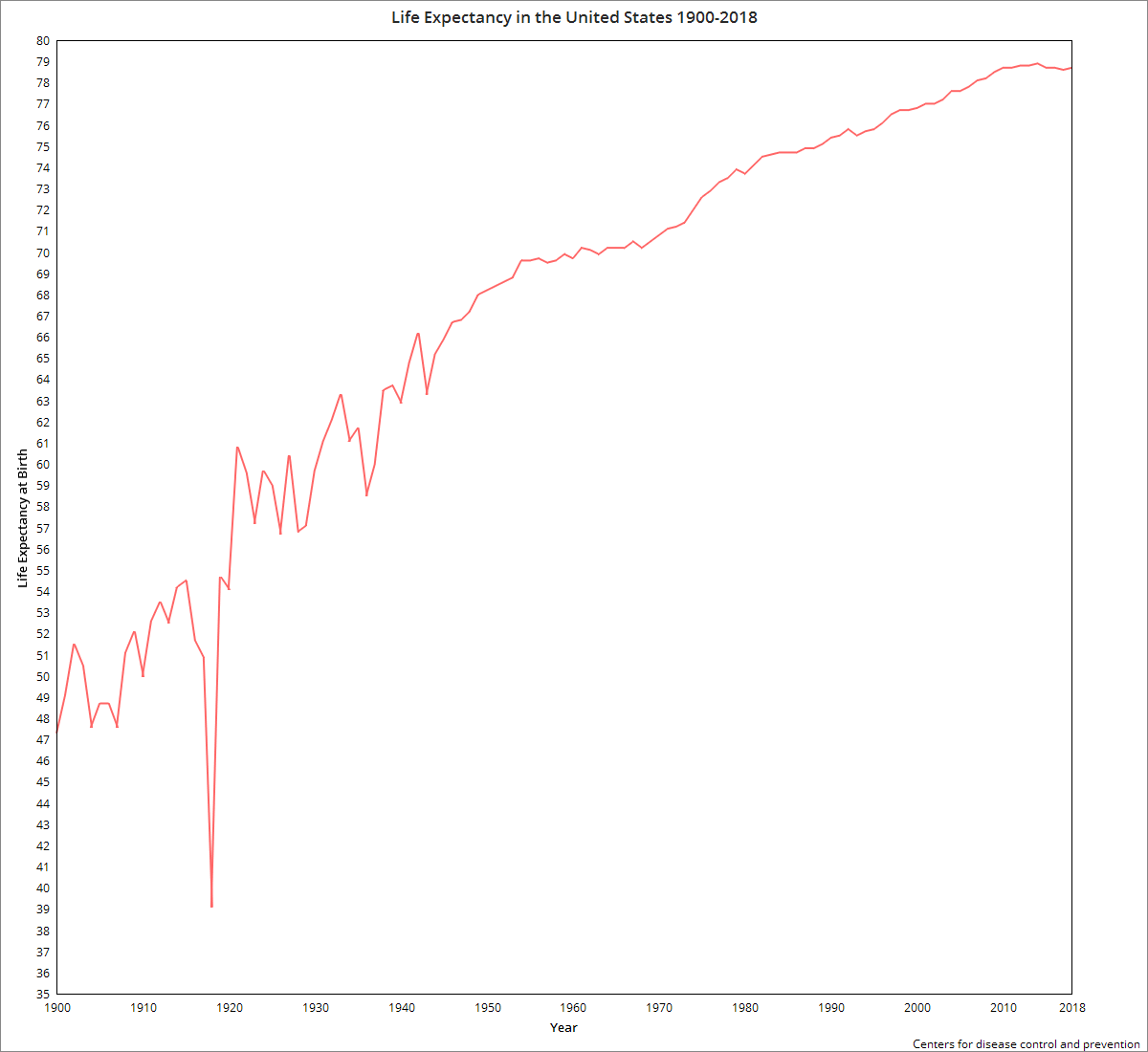
Entwicklung der Lebenserwartung (1900–2018)

Durch bessere gesundheitliche Versorgung stieg die Lebenserwartung im 19. und in der ersten Hälfte des 20. Jahrhunderts konstant an. Im Jahre 1950 hatten die Vereinigten Staaten eine der weltweit höchsten Lebenserwartungen. In der zweiten Hälfte des Jahrhunderts begann das Tempo der Steigerung abzuflachen und die USA begannen im weltweiten Vergleich zurückzufallen. Ab dem Jahre 2010 ist eine weitestgehende Stagnation zu beobachten und 2017 ging die durchschnittliche Lebenserwartung bereits zum dritten Mal in Folge zurück. Als Gründe dafür gelten vor allem eine erhöhte Sterblichkeit unter weißen Männern mittleren Alters aufgrund von Übergewicht, Drogen- und Alkoholmissbrauch, Selbstmord und Problemen im öffentlichen Gesundheitssektor.
2016 betrug die durchschnittliche Lebenserwartung bei der Geburt 78,69 Jahre. Die Lebenserwartung lag damit auf dem Level des Libanons und Kubas und unter fast allen anderen westlichen Industrieländern. Die Lebenserwartung hängt in den USA stark von der sozialen Klasse und der ethnischen Gruppe ab und korreliert mit dem Bildungsniveau. Die höchste Lebenserwartung haben Asiaten, vor Latinos und Hispanos, dann kommen Weiße, und die schwarze Bevölkerung wies die niedrigste durchschnittliche Lebenserwartung auf. Regional weisen die Südstaaten und West Virginia die niedrigste Lebenserwartung auf und Hawaii, Kalifornien, die zentralen Nordstaaten und die Neuenglandstaaten die höchste.
Anfang 2020 begann die weltweite COVID-19-Pandemie. In den Vereinigten Staaten wurden (Stand 27. April 2022 2:57 PM Eastern Time) 989.408 COVID-Tote registriert. Die durchschnittliche Lebenserwartung ist dadurch um ~2,3 Jahre gesunken.
1901–1950
Lebenserwartung von 1901 bis 1950. Quelle: Our World In Data
| Jahr                                       | 1901 | 1902 | 1903 | 1904 | 1905 | 1906 | 1907 | 1908 | 1909 | 1910 |
| ------------------------------------------ | ---- | ---- | ---- | ---- | ---- | ---- | ---- | ---- | ---- | ---- |
| Lebenserwartung in den Vereinigten Staaten | 49,3 | 50,5 | 50,6 | 49,6 | 50,3 | 50,2 | 50,1 | 51,9 | 52,8 | 51,8 |

| Jahre                                      | 1911 | 1912 | 1913 | 1914 | 1915 | 1916 | 1917 | 1918 | 1919 | 1920 |
| ------------------------------------------ | ---- | ---- | ---- | ---- | ---- | ---- | ---- | ---- | ---- | ---- |
| Lebenserwartung in den Vereinigten Staaten | 53,4 | 54,1 | 53,5 | 54,6 | 55,1 | 54,2 | 54,0 | 47,0 | 55,3 | 55,4 |

| Jahre                                      | 1921 | 1922 | 1923 | 1924 | 1925 | 1926 | 1927 | 1928 | 1929 | 1930 |
| ------------------------------------------ | ---- | ---- | ---- | ---- | ---- | ---- | ---- | ---- | ---- | ---- |
| Lebenserwartung in den Vereinigten Staaten | 58,2 | 58,1 | 57,5 | 58,5 | 58,5 | 57,9 | 59,4 | 58,3 | 58,5 | 59,6 |

| Jahre                                      | 1931 | 1932 | 1933 | 1934 | 1935 | 1936 | 1937 | 1938 | 1939 | 1940 |
| ------------------------------------------ | ---- | ---- | ---- | ---- | ---- | ---- | ---- | ---- | ---- | ---- |
| Lebenserwartung in den Vereinigten Staaten | 60,3 | 61,0 | 60,9 | 60,2 | 60,9 | 60,4 | 61,1 | 62,4 | 63,1 | 63,2 |

| Jahre                                      | 1941 | 1942 | 1943 | 1944 | 1945 | 1946 | 1947 | 1948 | 1949 | 1950 |
| ------------------------------------------ | ---- | ---- | ---- | ---- | ---- | ---- | ---- | ---- | ---- | ---- |
| Lebenserwartung in den Vereinigten Staaten | 63,8 | 64,6 | 64,3 | 65,1 | 65,6 | 66,3 | 66,7 | 67,3 | 67,6 | 68,1 |

1950–2020
| Periode   | Lebenserwartung in Jahren | Periode   | Lebenserwartung in Jahren |
| --------- | ------------------------- | --------- | ------------------------- |
| 1950–1955 | 68,7                      | 1985–1990 | 74,9                      |
| 1955–1960 | 69,7                      | 1990–1995 | 75,7                      |
| 1960–1965 | 70,1                      | 1995–2000 | 76,5                      |
| 1965–1970 | 70,4                      | 2000–2005 | 77,2                      |
| 1970–1975 | 71,4                      | 2005–2010 | 78,2                      |
| 1975–1980 | 73,3                      | 2010–2015 | 78,9                      |
| 1980–1985 | 74,4                      | 2015–2020 | 78,8                      |

Quelle: UN World Population Prospects

### Medianalter
2017 lag das mittlere Alter der amerikanischen Bevölkerung bei 38,1 Jahren, womit die USA jünger sind als die meisten anderen westlichen Industriestaaten (in Deutschland betrug das mittlere Alter 2015 ca. 46,3 Jahre). Bis 2050 wird ein Anstieg auf 40,6 Jahre erwartet.
| Jahr                          | 1820 | 1830 | 1840 | 1850 | 1860 | 1870 | 1880 | 1890 | 1900 |
| ----------------------------- | ---- | ---- | ---- | ---- | ---- | ---- | ---- | ---- | ---- |
| Medianalter Gesamtbevölkerung | 16,7 | 17,2 | 17,8 | 18,9 | 19,4 | 20,2 | 20,9 | 22,0 | 22,9 |
| Medianalter Männer            | 16,6 | 17,2 | 17,9 | 19,2 | 19,8 | 20,2 | 21,2 | 22,3 | 23,3 |
| Medianalter Frauen            | 16,8 | 17,3 | 17,8 | 18,6 | 19,1 | 20,1 | 20,7 | 21,6 | 22,4 |

| Jahr                          | 1910 | 1920 | 1930 | 1940 | 1950 | 1960 | 1970 | 1980 | 1990 | 2000 | 2010 | 2017 |
| ----------------------------- | ---- | ---- | ---- | ---- | ---- | ---- | ---- | ---- | ---- | ---- | ---- | ---- |
| Medianalter Gesamtbevölkerung | 24,1 | 25,3 | 26,5 | 29,0 | 30,2 | 29,6 | 28,1 | 30,0 | 32,9 | 35,3 | 37,2 | 38,1 |
| Medianalter Männer            | 24,6 | 25,8 | 26,7 | 29,1 | 29,9 | 28,7 | 26,8 | 28,8 | 31,7 | 34,0 | 35,8 | 36,8 |
| Medianalter Frauen            | 23,5 | 24,7 | 25,2 | 29,0 | 30,5 | 30,4 | 29,8 | 31,2 | 34,1 | 36,5 | 38,5 | 39,4 |